# Gustaw Simon
Gustaw Simon (ur. 25 listopada 1878 w Warszawie, zm. 1941 tamże) – polski ekonomista, specjalista w zakresie ubezpieczeń społecznych, polityk, kierownik resortu pracy i polityki społecznej (1924), prezes ZUS (1926-28), przywódca Ligi Państwowości Polskiej.

## Życiorys
Był członkiem Ligi Narodowej w latach 1900–1911. Działacz Zjednoczenia Organizacji Niepodległościowych ze Związku Narodowego. Był pracownikiem Rady Departamentu Pracy Tymczasowej Rady Stanu. Mianowany członkiem Rady Stanu w 1918 roku. Od 1921 do 1925 był podsekretarzem stanu w ministerstwie pracy i polityki społecznej, a od 19 stycznia 1924 do 18 czerwca 1924 był kierownikiem tegoż resortu w rządzie Władysława Grabskiego. W okresie jego kierowania ministerstwem opracowano ustawę o powołaniu Funduszu Bezrobocia.
Po przewrocie majowym powołany przez premiera Kazimierza Bartla na przewodniczącego Komisji Opiniodawczej Pracy przy prezesie Komitetu Ekonomicznego Rady Ministrów (1926-28, początkowo jako p.o.). Jednocześnie powołany na prezesa Zakładu Ubezpieczeń Społecznych. Od 1928 prezes Związku Zakładów Ubezpieczeń Pracowników Umysłowych. Od 1933 komisarz Zakładu Emerytalnego Robotników, wchodził do Izby Ubezpieczeń Społecznych. Od 1925 członek Państwowej Rady Emigracyjnej.
W latach 1918–30 profesor Szkoły Nauk Politycznych w Warszawie, wykładał przedmiot: Związki zawodowe i korporacje wytwórcze. W latach 1921–39 członek Instytutu Społecznego, patronującego Szkole.
Od marca 1935 przewodniczący Tymczasowej Komisji Rewizyjnej Zakładu Ubezpieczeń Społecznych, funkcję pełnił też w okresie okupacji niemieckiej. Zorganizował wówczas zespół studyjny, który omawiał problemy perspektyw ubezpieczeń społecznych w Polsce po wojnie.
2 maja 1923 został odznaczony Krzyżem Komandorskim Orderu Odrodzenia Polski. Posiadał również Krzyż Niepodległości i szwedzki Krzyż Komandorski I Klasy Orderu Wazów.
Został pochowany na cmentarzu Powązkowskim w Warszawie (kwatera 30 wprost-4-14).

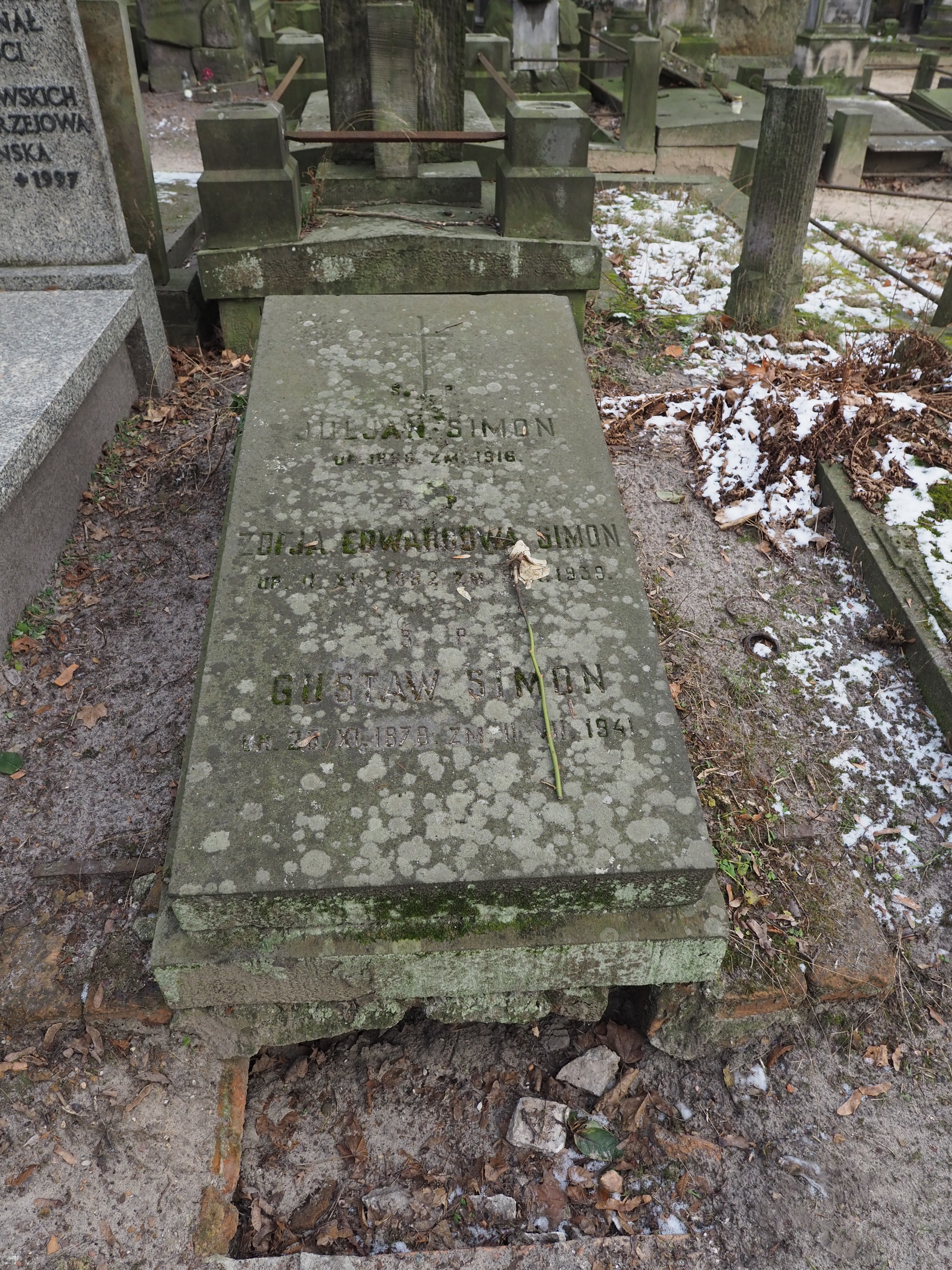
Grób Gustawa Simona przed renowacją

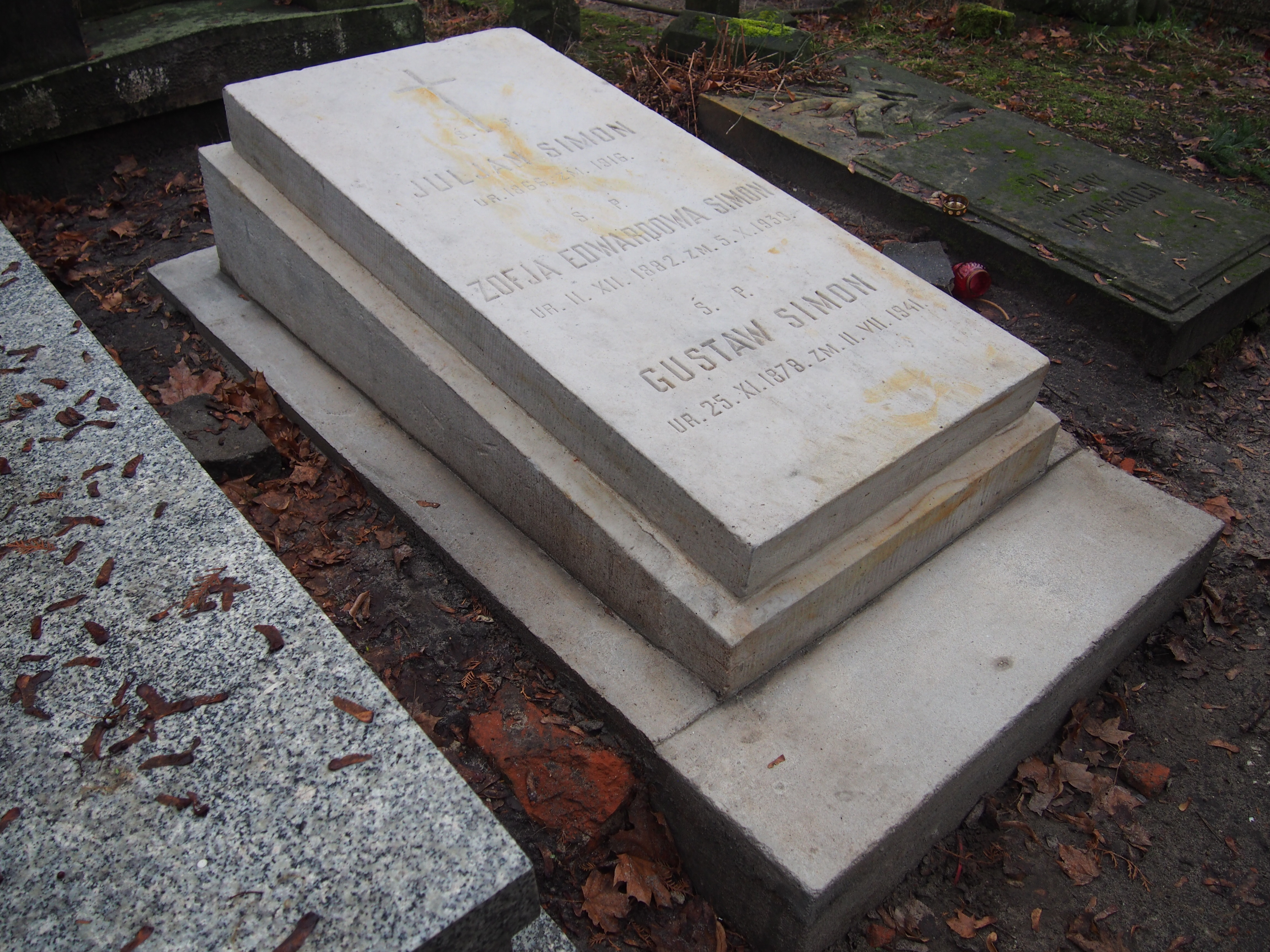
Grób Gustawa Simona po renowacji

W 2022 roku z inicjatywy Premiera RP Mateusza Morawieckiego grób Gustawa Simona został odnowiony. Cały projekt był realizowany przez Fundację Stare Powązki we współpracy z Kancelarią Prezesa Rady Ministrów.